# Jurij Vasiljevič Abramočkin
Jurij Vasiljevič Abramočkin (rusky Юрий Васильевич Абрамочкин; 11. prosince 1936 Moskva – 5. dubna 2018 Moskva) byl ruský fotograf a fotožurnalista.

## Život
Začal pracovat jako fotožurnalista ve věku 21 let v kanceláři Mosstroje (hlavní správa výstavby a plánování v Moskvě). K fotografování se dostal v roce 1957, kdy mu bylo nabídnuto místo oficiálního fotografa Světového festivalu mládeže a studentů v Moskvě. Fotografoval také Komsomolský prospekt pro Mosstroy a tyto fotografie publikoval Soviet Weekly, sovětské noviny pro kapitalistické země. Pracoval pro sovětský týdeník po čtyřicet let. V roce 1961 začal pracovat jako fotograf tiskové agentury Novosti. Je jedním z patnácti ruských fotožurnalistů zařazených do Encyklopedie současných fotografů nakladatelství St. James Press v roce 1995.
Fotografoval sovětské a světové vůdce, politiky a celebrity (Nikita Chruščov, Leonid Brežněv, Michail Gorbačov, Boris Jelcin, Charles de Gaulle, Willy Brandt, Francois Mitterrand, Richard Nixon, Urho Kekkonen, Jacques Chirac, Jurij Gagarin, Ronald Reagan, Valentina Těreškovová a Alžběta II.).
Zemřel na infarkt a byl pohřben v Moskvě na Vagaňkovském hřbitově.

## Galerie

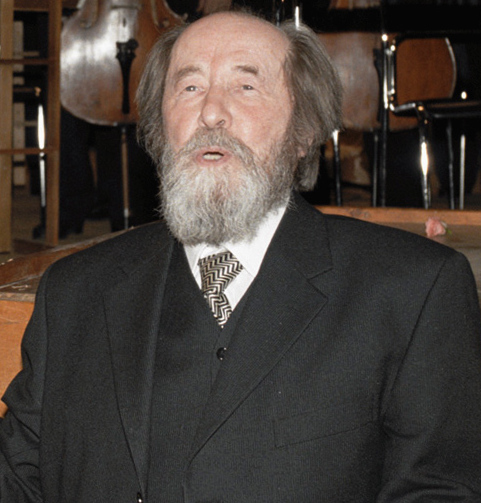
Alexandr Solženicyn
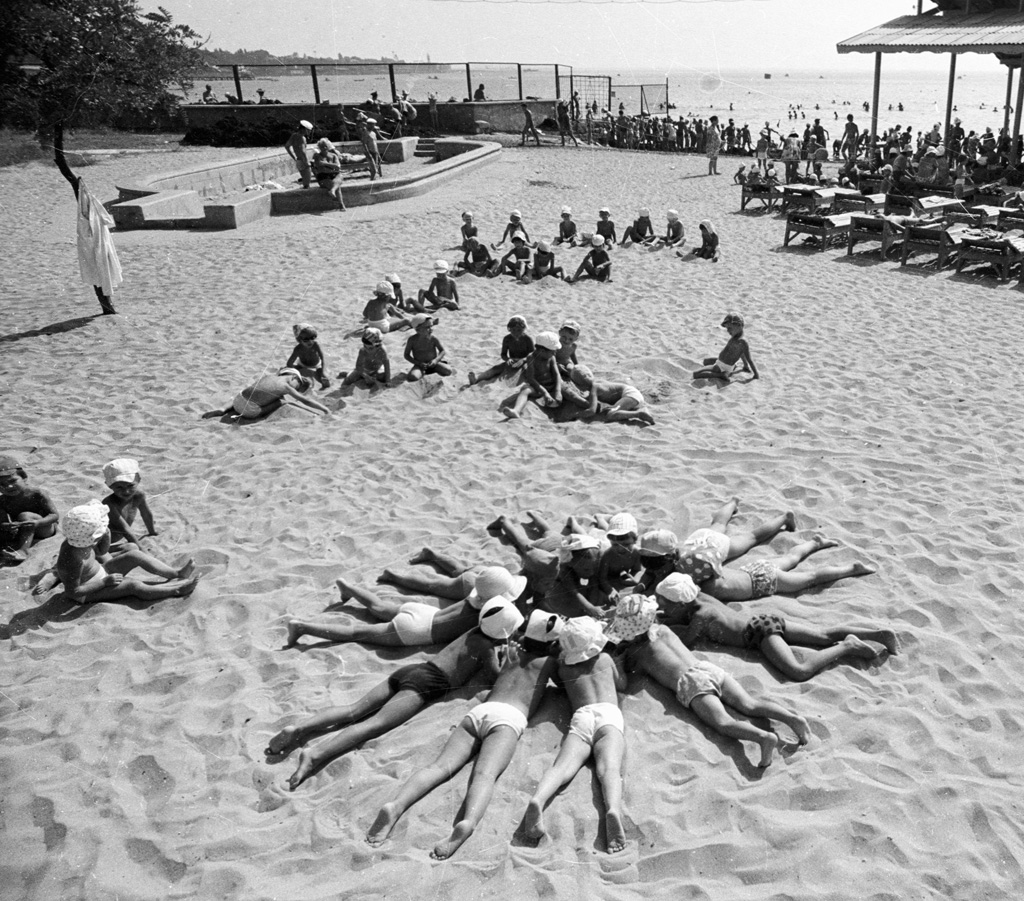
Zdravotnický ústav pro děti
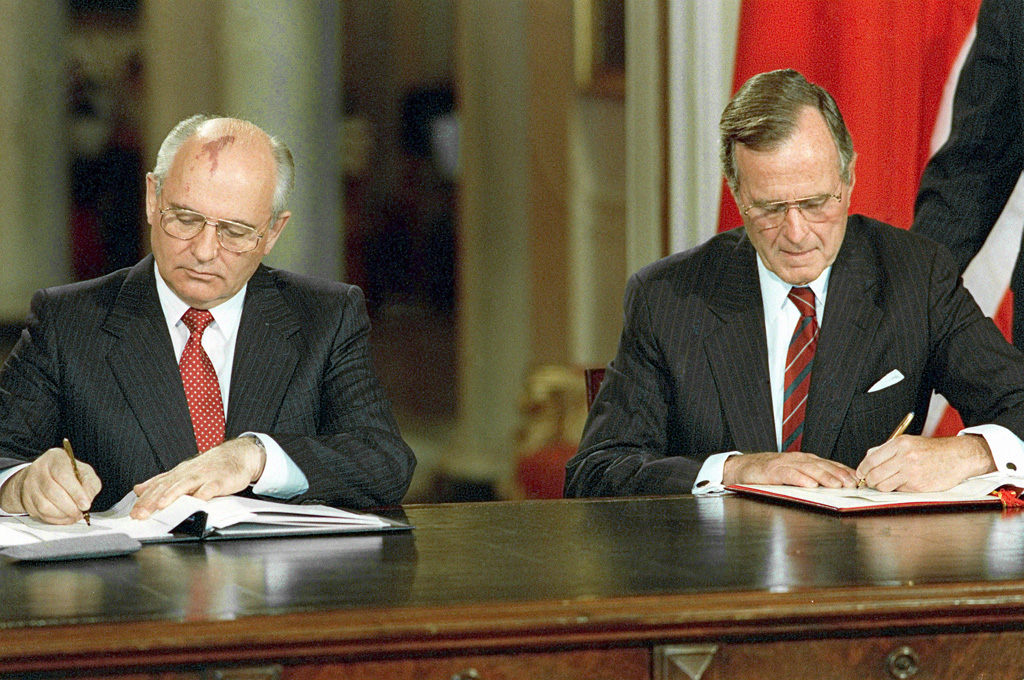
Prezidenti Gorbačov a George Bush
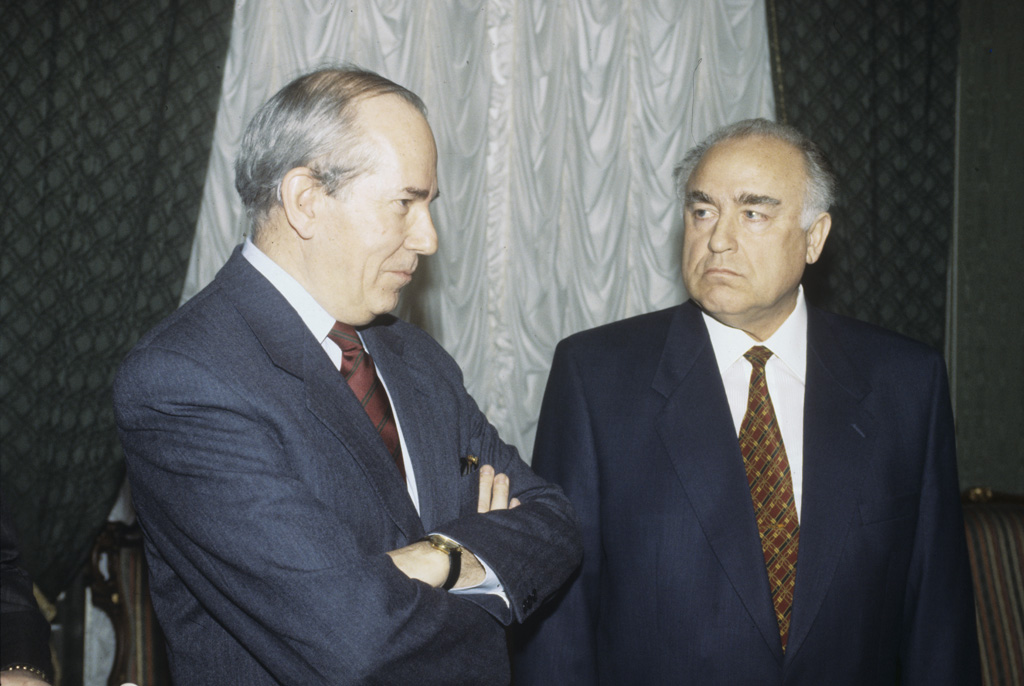
Setkání generálního ředitele MMF Michela Camdessuse a ruského předsedy vlády Viktora Černomyrdina k podpisu smlouvy o úvěru
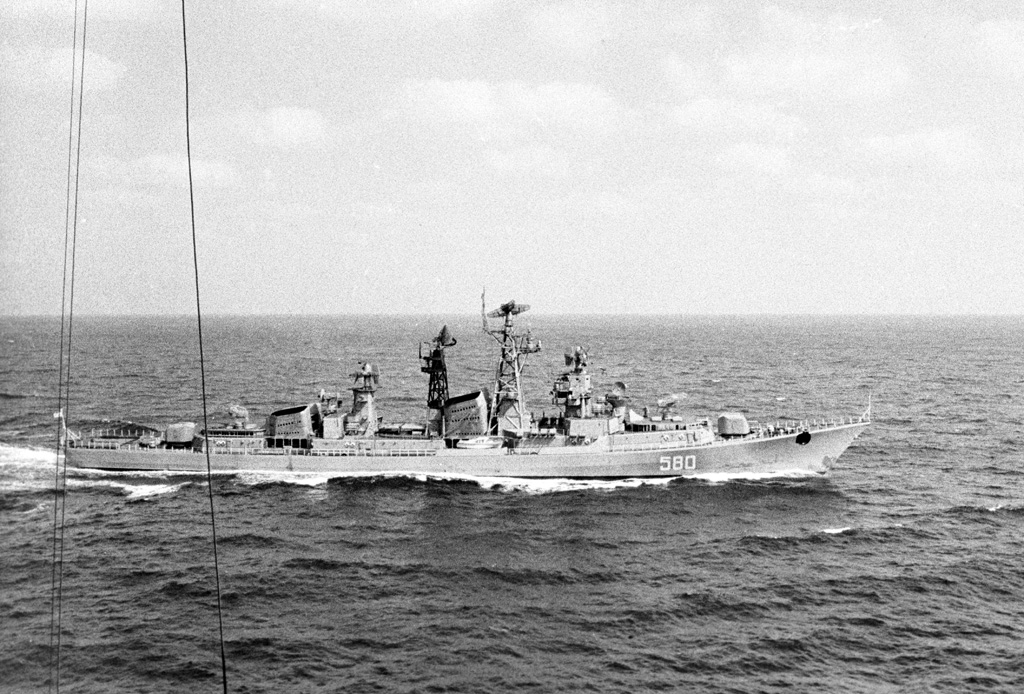
Protiponorková loď Stereguščij na otevřeném moři
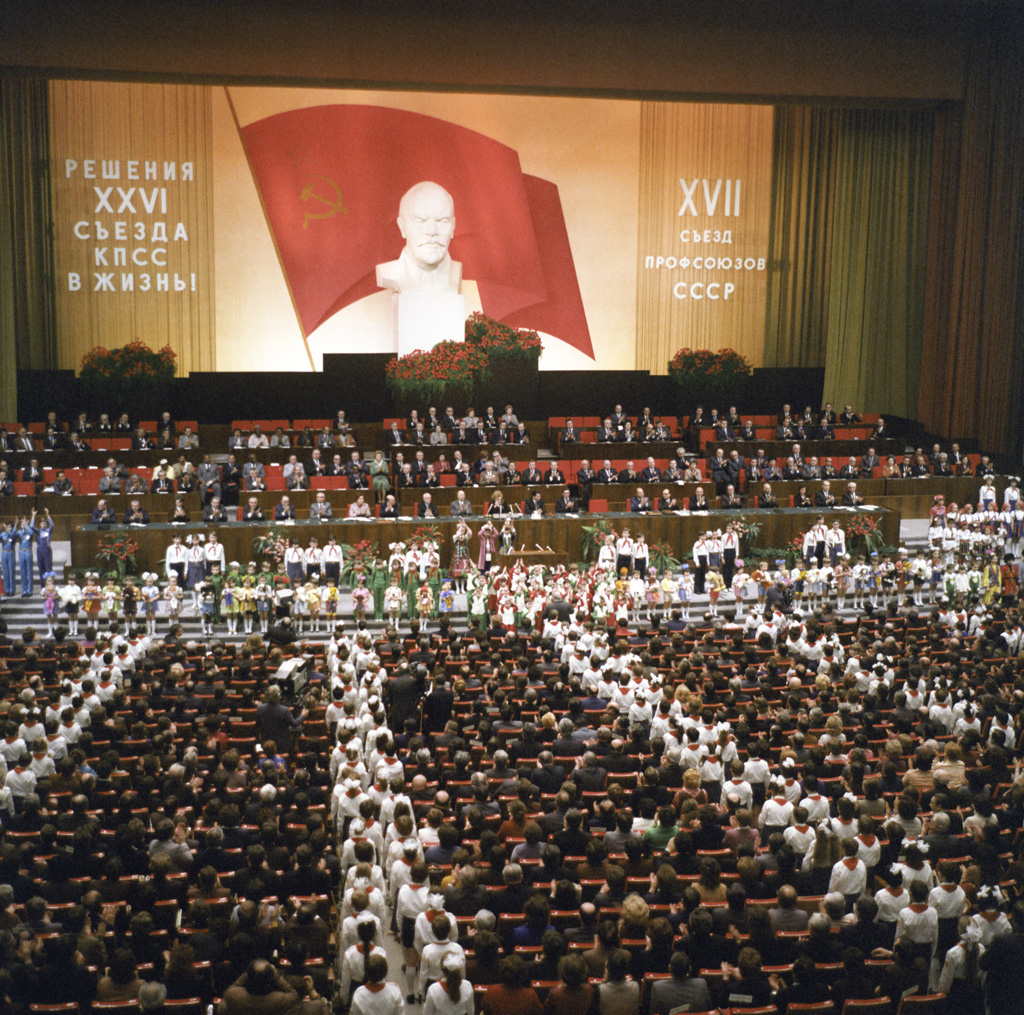
Pionýři a žáci zdraví delegáty a hosty XVII. Kongresu odborových svazů SSSR
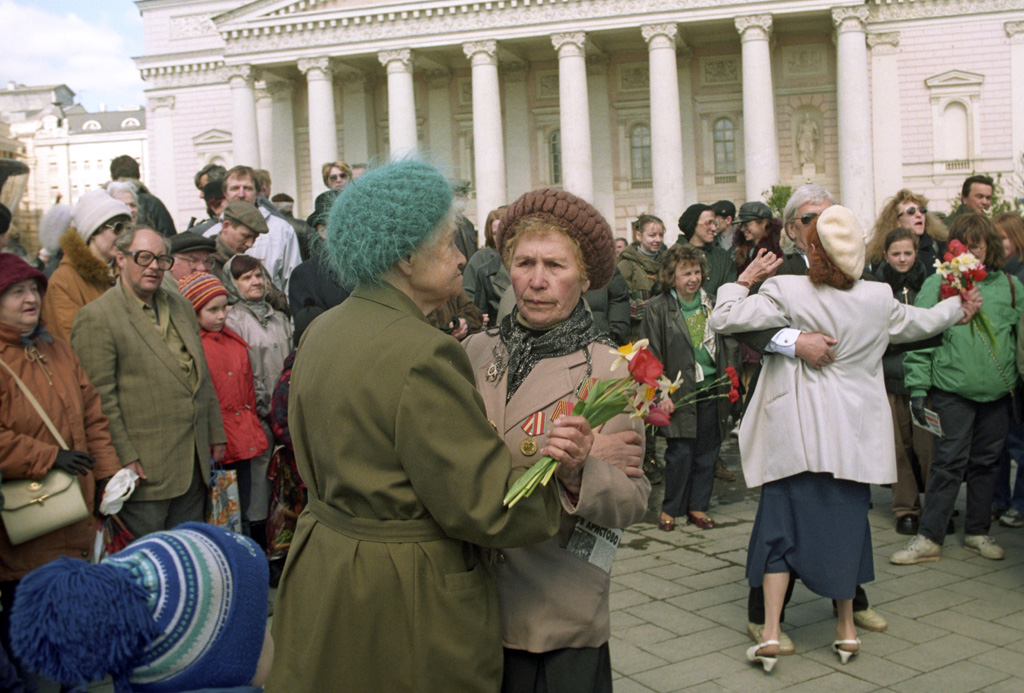
Setkání válečných veteránů na Divadelním náměstí
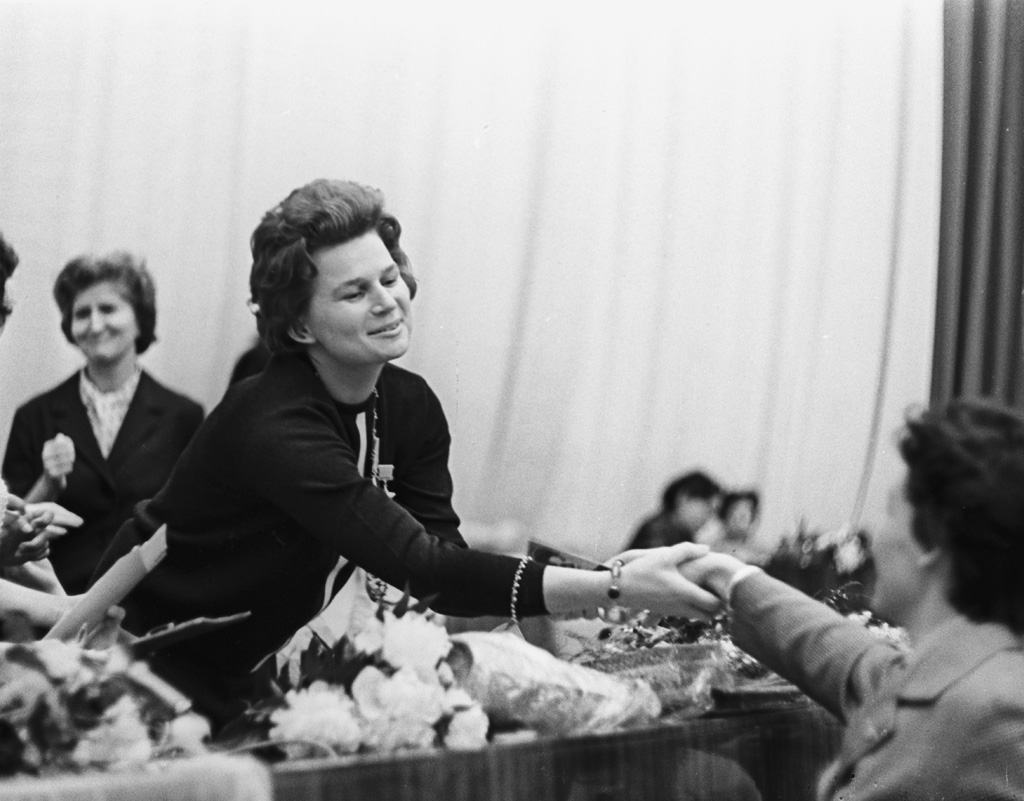
Valentina Těreškovová
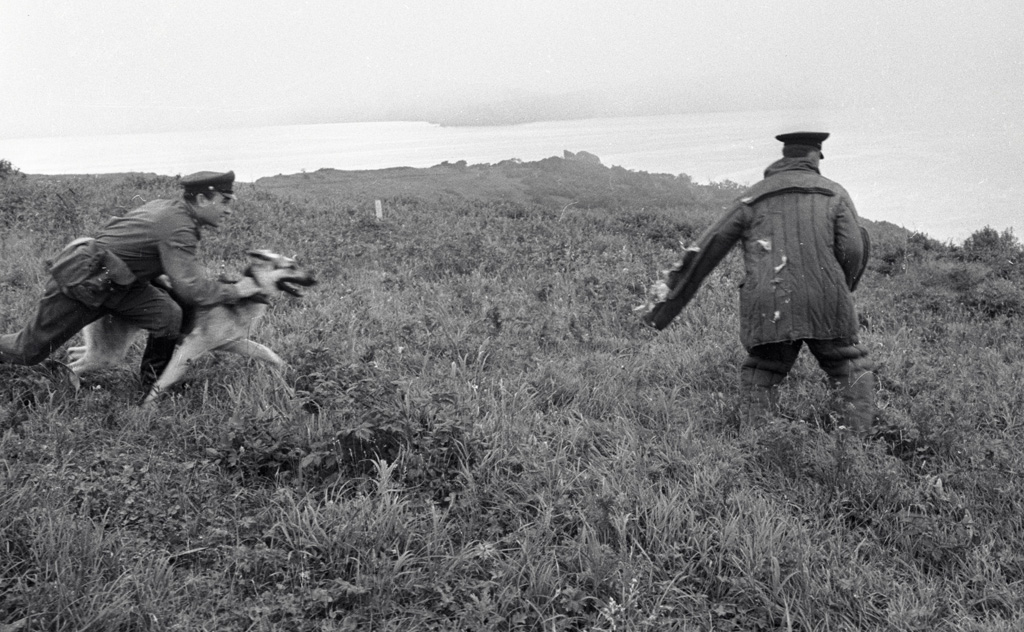
„Narušitel překračuje hranici.“ Pohraniční stráž a služební pes během cvičení zadržují „narušitele“ hranice. Rusko, Kamčatská oblast
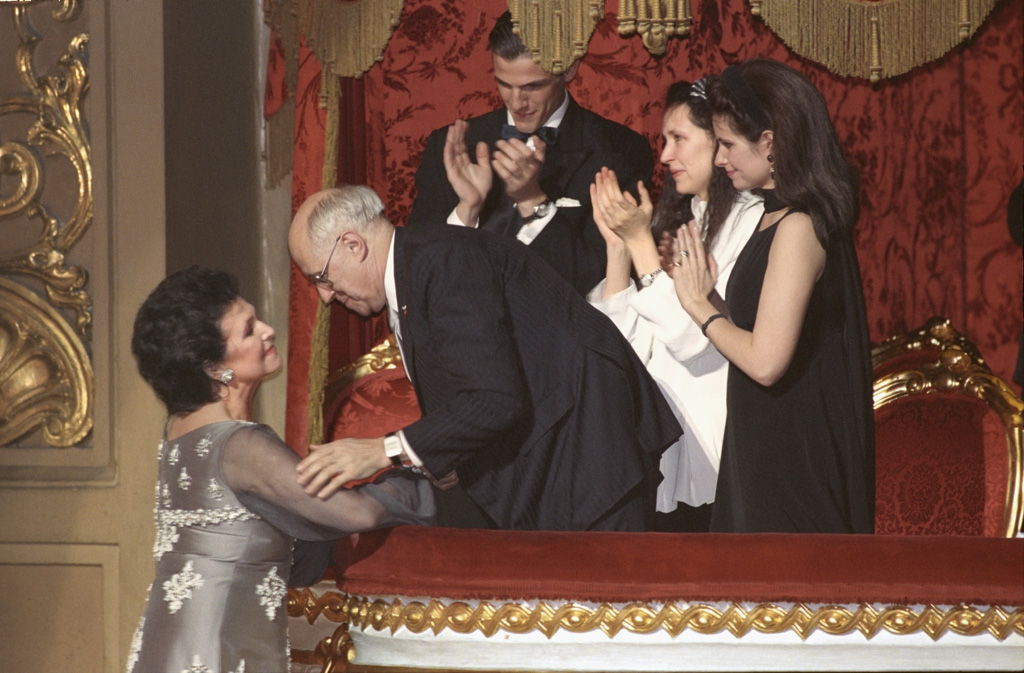
"Výroční koncert Galiny Višněvské ve Velkém divadle." Zpěvačka (lyricko-dramatický soprán), lidová umělkyně SSSR Galina Pavlovna Višněvská (* 1926) a její manžel, významný ruský violoncellista, dirigent, lidový umělec SSSR Mstislav Leopoldovič Rostropovič (1927-2007) během velkého koncertu Galiny V. - 45 let tvůrčí činnosti.
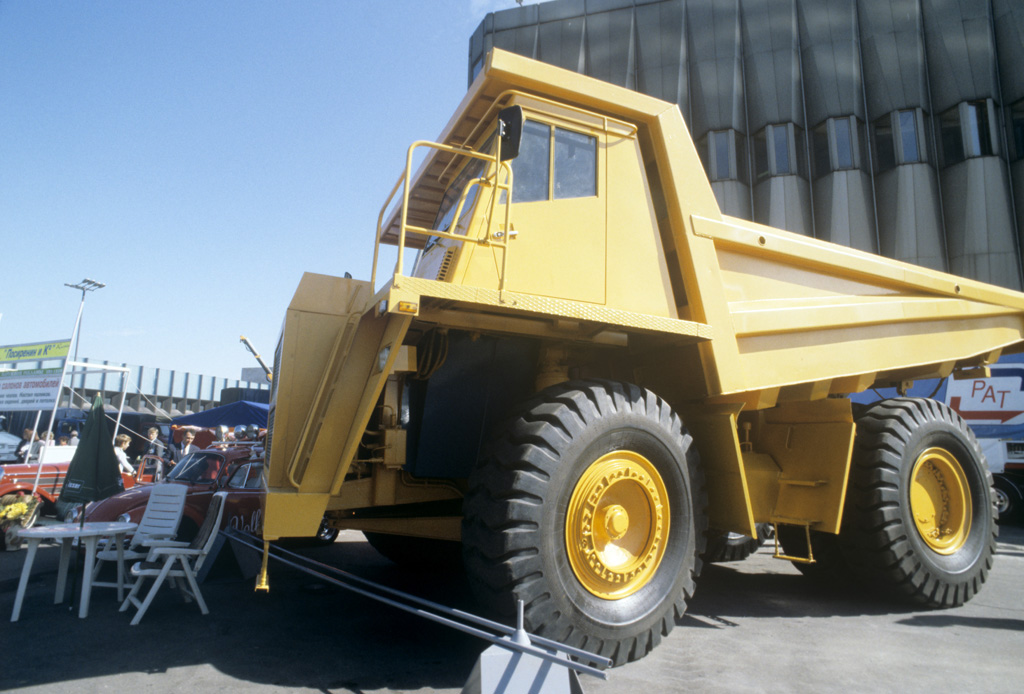
"Sklápěčka BelAZ" na II. Ruském mezinárodním autosalonu. Výstavní komplex Krasnaja Presnja.
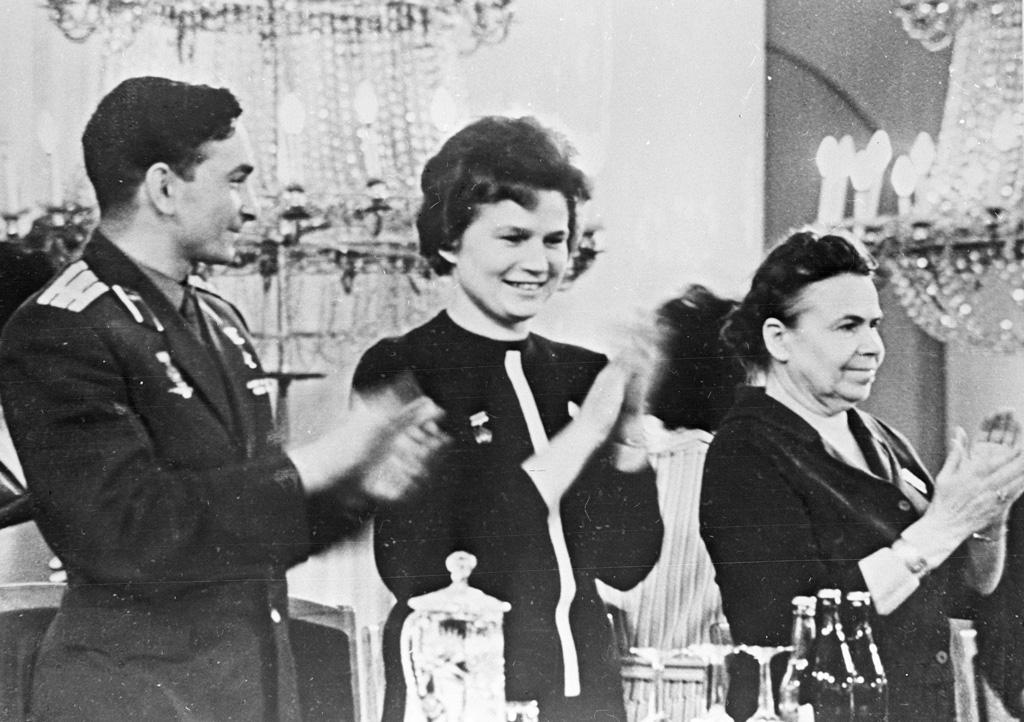
Valentina Těreškovová
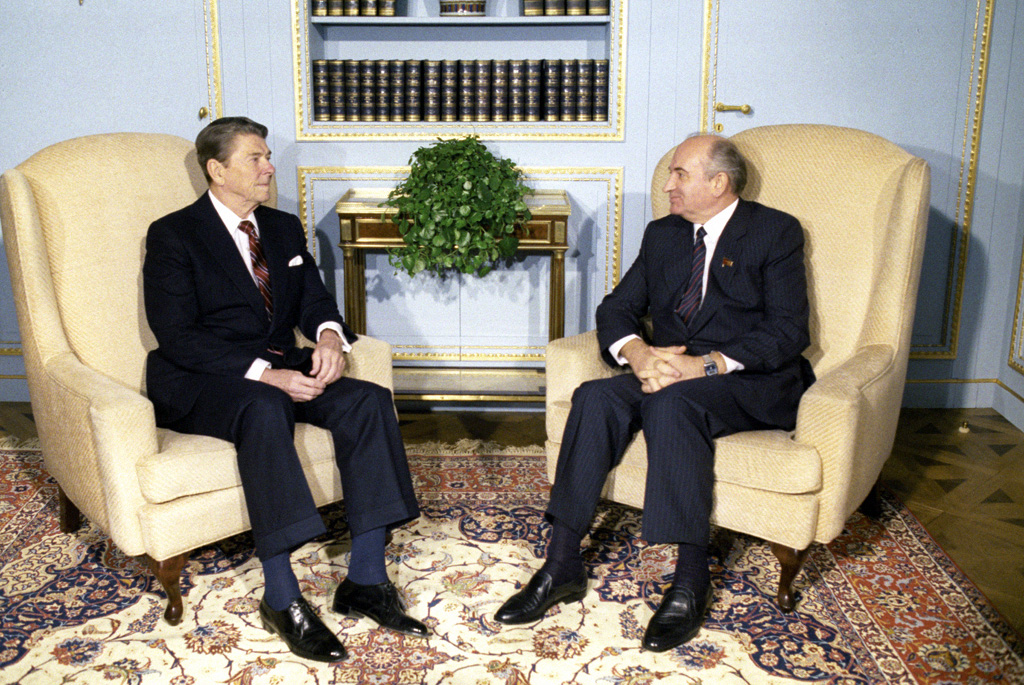
Gorbačov a Ronald Reagan
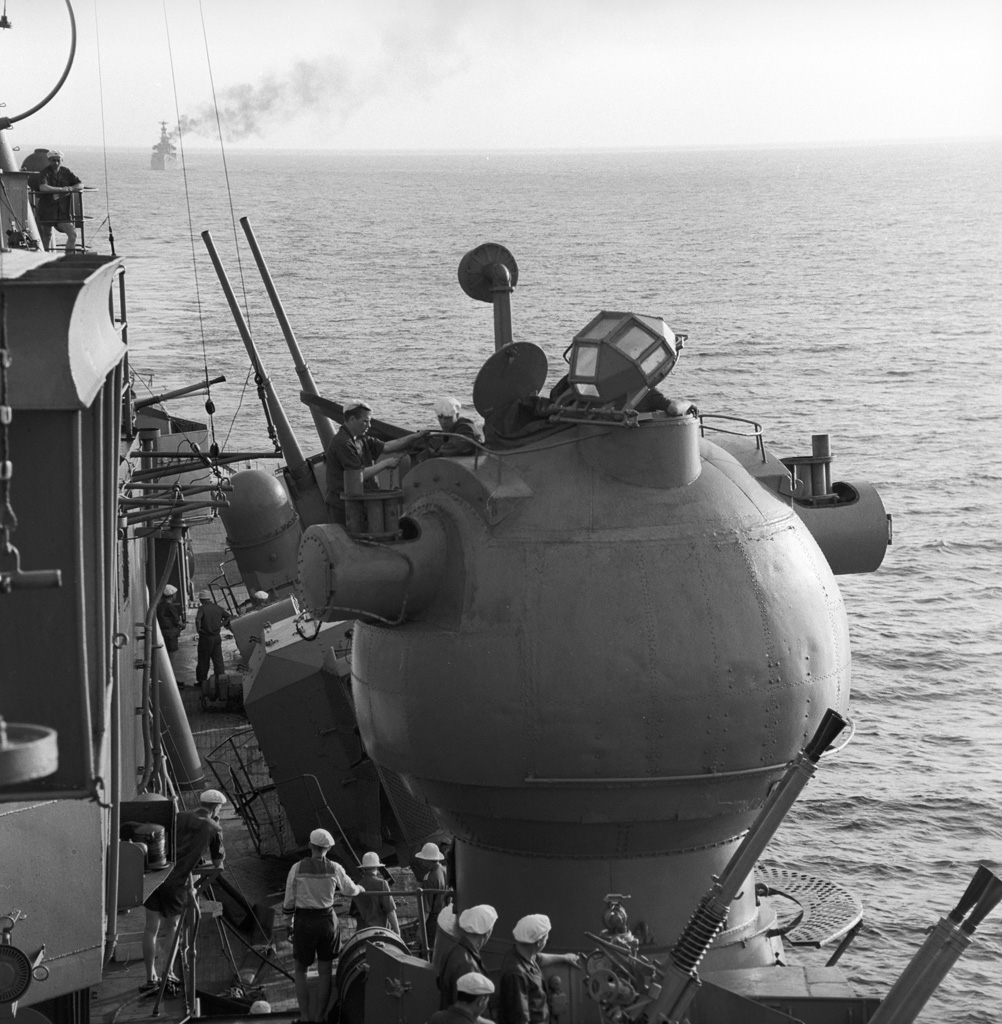
"Křižník Dmitrij Pozharsky." Stabilizované naváděcí stanoviště pro křižník "Dmitrij Pozharsky". Válečné lodě tichomořské flotily Červeného praporu. Rusko
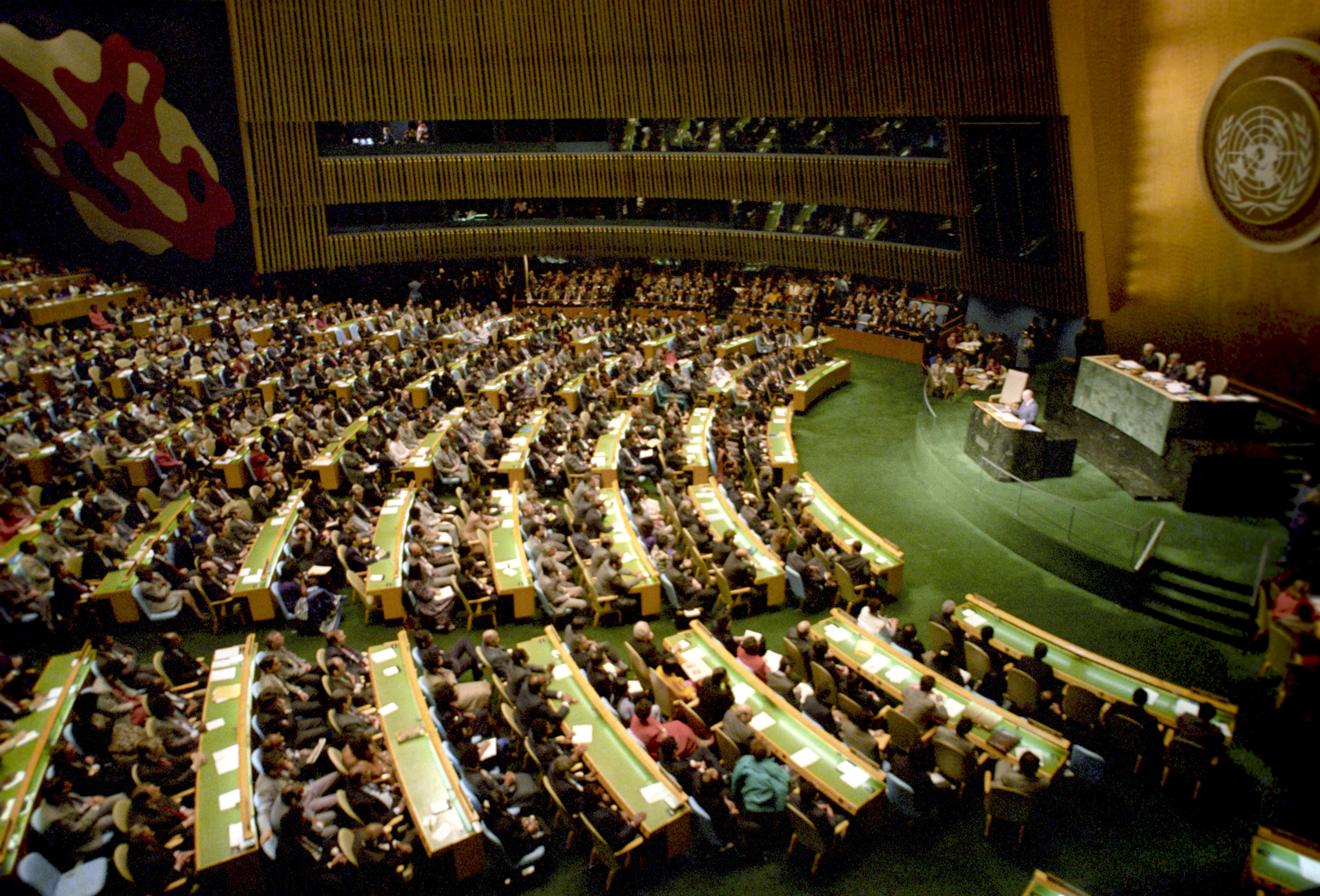
"Projev Michaila Gorbačova na zasedání Valného shromáždění OSN." Generální tajemník ústředního výboru CPSU, předseda prezidia Nejvyššího sovětu SSSR Michail Gorbačov vystoupil na zasedání Valného shromáždění OSN během oficiální návštěvy Spojených států. USA, New York
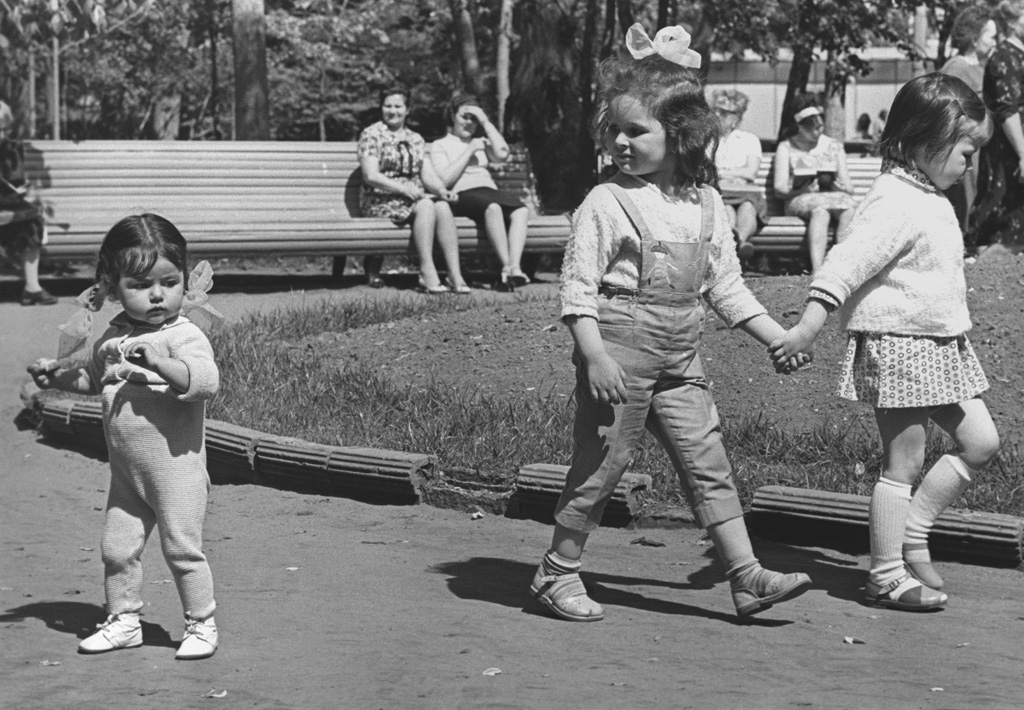
Moskevské náměstí a děti

## Výstavy

### Samostatné výstavy
- 1970 – Photographs from the U.S.S.R., Městské muzeum, Sopron, Maďarsko[9]
- 1972 – Yugoslavia
- 1974 – U.S.S.R.: Country and People, Photo Artists' Salon, Bělehrad[9]
- 1976 – From the Photographer's Album, Dům kultury, Praha[9]
- 1976 – Photographs from the U.S.S.R., Výstavní pavilon, západní Berlín[9]
- 1978 – Photographs from the U.S.S.R., Sovětské kulturní centrum, Damašek[9]
- 1978 – Sowjetunion: Land und Leute im Foto, Majakowski Galerie, Západní Berlín[9]
- 1979 – From the Photographer's Album, Photo and Cine Club, Bělehrad[9]
- 1981 – Indie
- 1981 – Rumunsko
- 1984 – Bulharsko
- 1988 – Jugoslávie
- 2001 – Moskva
- 2002 – Francie[10]
- 2009 – Yuri Abramochkin – Photoessay. Brothers Lumière Gallery. Moskva[11]

### Skupinové výstavy
- 1961: National Photo Exhibition, Manege Exhibition Hall, Moskva
- 1962: International Photo-Agency Exhibition, Praha
- 1964: WorldPress Photo, Amsterdam (and 1965–69, 1975–76, 1978)
- 1966: Interpress Photo '66, Manege Exhibition Hall, Moskva
- 1975: Fotosuit de Sovjet Unie, Stedelijk Museum, Amsterdam
- 1976: Photographs from the U.S.S.R., Trade Fair Hall, Západní Berlín
- 1979: Interpress Photo '79, Havana
- 1980: Sportas Ambassador of Peace, Manege Exhibition Hall, Moskva

## Knihy
- Jurij Vasiljevič Abramočkin, Russia as I see her: Photoalbum 1960–2013. Moskva: Scanrus, 2013. ISBN 9785435000436. Text in English. (Here at Issuu.com.)

## Ocenění
- „Golden eye award“. World Press Photo. 1987. Za fotografie Mathiase Rusta[12]
- Zasloužilý pracovník kultury RSFSR